# Joaquim Broto Tena
Joaquim Broto Tena   (Barbastre, 8 de desembre de 1924 - Terrassa, 27 d'agost de 2024) va ser jugador i entrenador de bàsquet, havent destacat en aquesta segona faceta en aconseguir guanyar dues Copes del Generalíssim, cinc Campionats de Catalunya i cinc Trofeus Samaranch en els anys 50 i 60. Col·laborà com a professor amb l'Escola d'Entrenadors de la Federació Catalana i de l'Obra Atlético Recreativa. També feu d'articulista a El Correo Catalán.
Va ser jugador de diversos equips barcelonins com el Mediterrani, CB Metropolità i la UE Horta. En la temporada 1953-54, malgrat la seva joventut (29 anys) i poca experiència, es va fer càrrec del Joventut de Badalona com a primer entrenador aconseguint proclamar-se campió de la Primera Divisió Catalana i del Trofeu Samaranch després d'imposar-se a la final a l'Espanyol per un clar 69-49. Aquell any també va ser subcampió de Copa davant el Reial Madrid. En la temporada següent es va proclamar campió de Copa, del trofeu Samaranch i subcampió de la Primera Divisió Catalana.
El 1955 Broto va fitxar pel FC Barcelona esperant comptar amb un gran equip tot i que la marxa de jugadors importants com Alfonso Martínez (fitxat pel Aismalíbar) van debilitar el potencial d'un equip que es va haver de conformar amb la quarta posició a la Primera Catalana. En la temporada 1956-57, la de la fundació de la primera Lliga Nacional de Bàsquet, torna al Joventut. En les següents dues temporades va guanyar un Campionat de Catalunya, dos trofeus Samaranch i una Copa del Generalíssim.
Els seus compromisos laborals el van obligar a abandonar el Joventut de Badalona passant una temporada inactiu, tornant després a la banqueta de l'Orillo Verde de Sabadell, degut principalment a la seva proximitat amb la ciutat de Terrassa, on Broto treballava com a metge. Després de la desaparició del Orillo Verde a l'estiu del 1961 va tornar novament al Joventut de Badalona, tot i que l'exercici del seu treball de metge el va obligar a compartir la direcció de l'equip amb l'entrenador Joan Canals a causa dels seus continus viatges professionals. En la seva tercera etapa a Badalona l'equip no va registrar bons resultats i aquest fet va provocar que el tàndem Broto-Canals es desfés a mitjans de temporada, sent substituïts per Antonio Molina, fet que va implicar la retirada definitiva de Joaquín Broto com a tècnic, concentrant-se plenament en el seu treball com a cirurgià a la ciutat de Terrassa.